# Echinocereus ferreiranus
Echinocereus ferreiranus, conocida comúnmente como alicoche de Isla El Piojo o alicoche de el piojo, es una especie de planta suculenta perteneciente al género Echinocereus, dentro de la familia Cactaceae. Es endémica del noroeste de México (concretamente del estado de Baja California).   

## Descripción
Echinocereus ferreiranus es una especie de cactus que se ramifica desde la base y forma grupos que alcanzan hasta 50 cm de diámetro. Los tallos individuales van de globosos a cilíndricos, y crecen de manera erecta. Miden entre 20 y 40 cm de alto y tienen un diámetro de 4 a 8 cm. Presentan una epidermis de color verde grisáceo, con tonalidades púrpuras. Sus raíces son fibrosas y ramificadas, y los brotes laterales desarrollan raíces con rapidez.

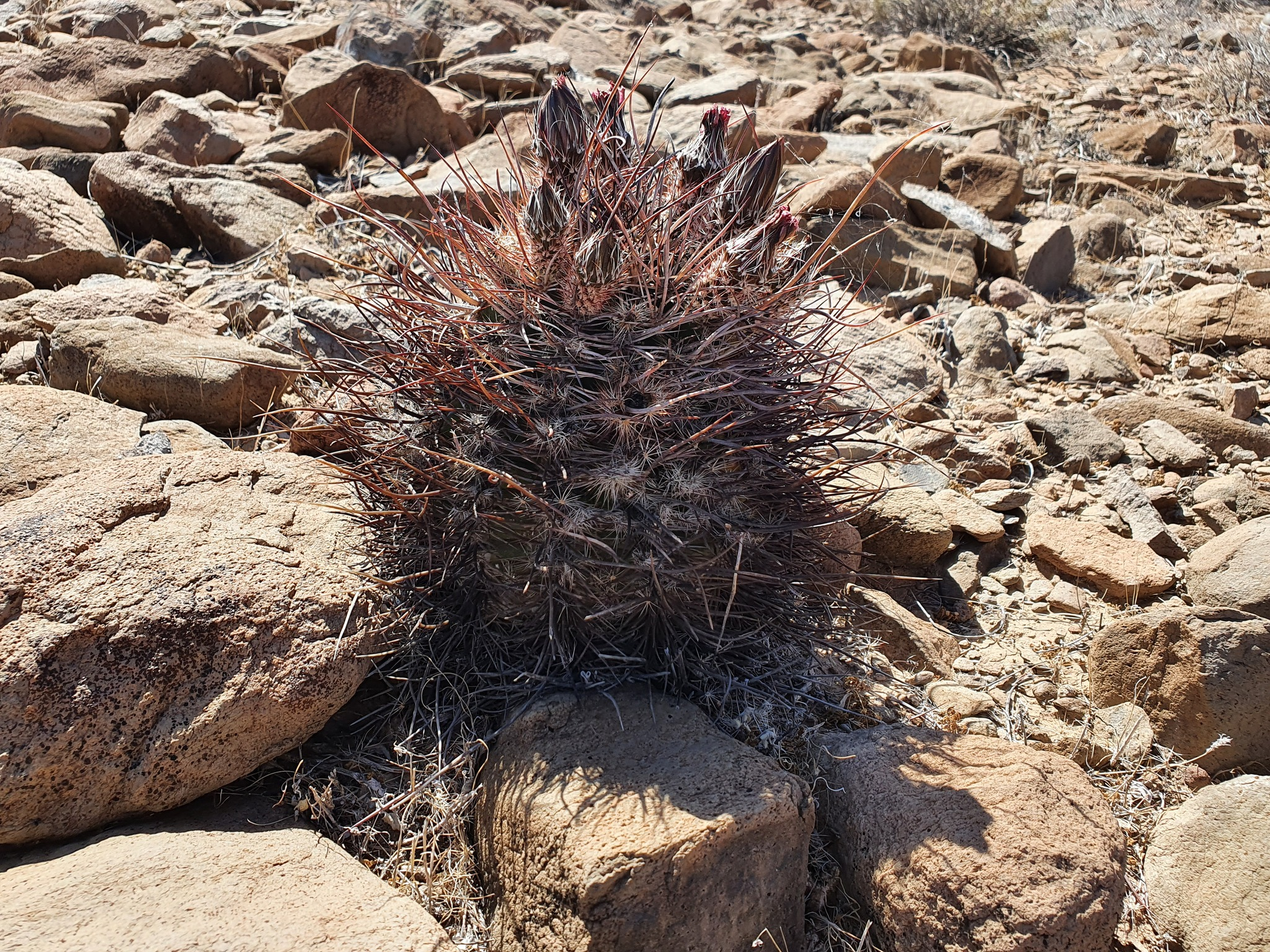
Echinocereus ferreiranus subsp. lindsayorum en su hábitat

La planta presenta entre 9 y 14 costillas tuberculadas, con una anchura de 0,8 a 1,2 cm y una altura de 0,8 a 1,5 cm. Las areolas, de forma ovalada, miden de 4 a 7 mm de largo y se disponen a una distancia de 0,7 a 2 cm entre sí. Cada areola puede tener de 4 a 7 espinas centrales, aunque en ocasiones no están presentes. Estas espinas miden de 1,5 a 10 cm de largo, son rectas y sobresalientes, con una textura que varía entre rígida y flexible, y un color que va del rojo al marrón rojizo o grisáceo. También presentan de 8 a 14 espinas radiales, de 0,4 a 2 cm de largo, rectas, repagadas o ligeramente extendidas. Son rígidas y de color blanco con la punta oscura.
Las flores tienen forma de embudo, aparecen cerca del ápice de los tallos y muestran una coloración que va del púrpura al rosa, con la garganta de color rojo. Miden entre 6 y 10 cm de largo y diámetro. La yema floral presenta espinas puntiagudas y una superficie ligeramente afieltrada.

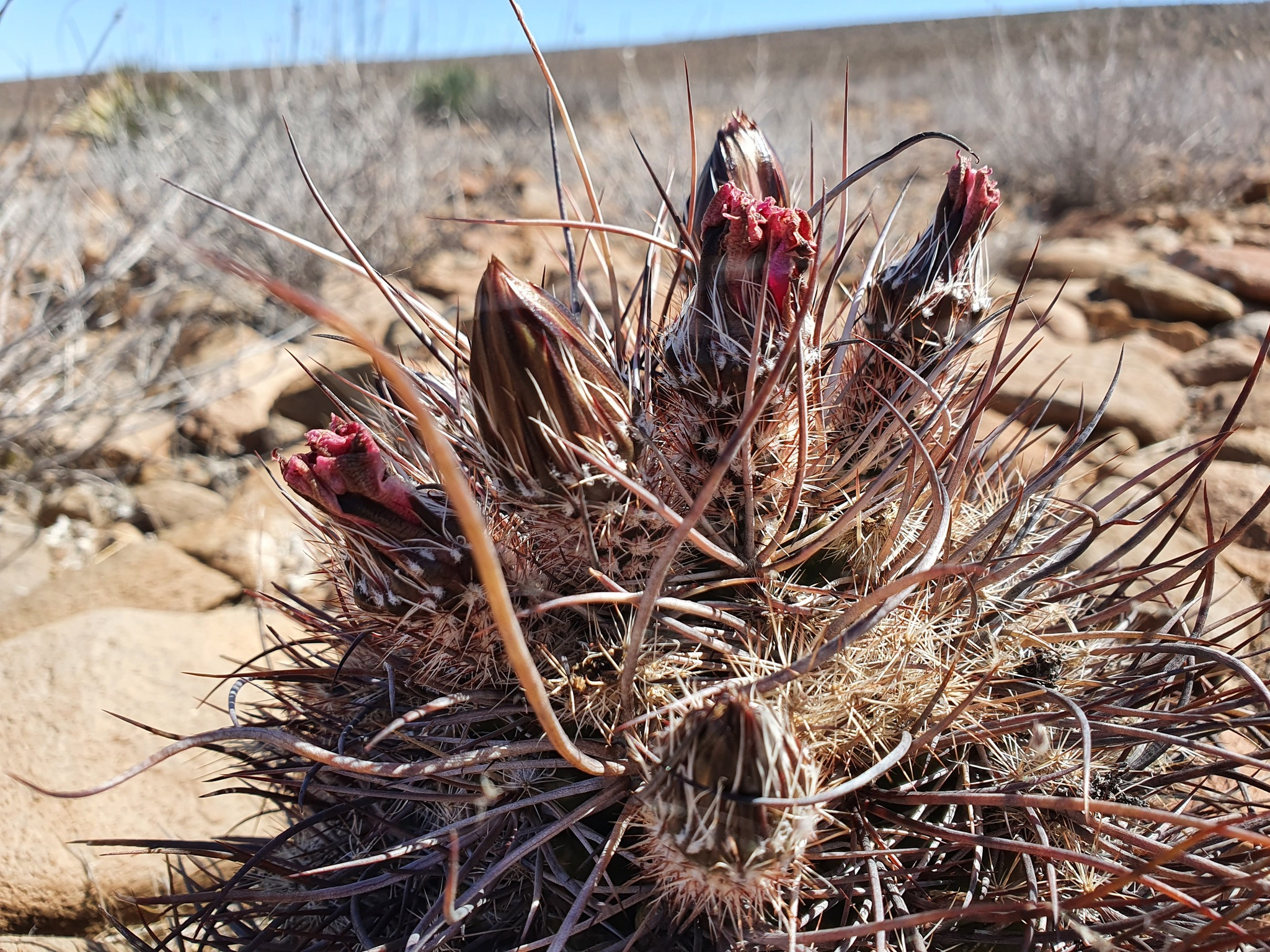
Detalle de las yemas florales de Echinocereus ferreiranus subsp. lindsayorum

El tubo floral mide entre 2,5 y 4 cm de largo y tiene color violeta con zonas de verde oscuro. El ovario mide de 1,2 a 2,5 cm y es de color verde y contiene areolas con entre 8 y 15 espinas de color blanco a marrón, de 0,5 a 3,5 cm de largo. Los pétalos alcanzan entre 3 y 6 cm de largo y entre 0,5 y 1,5 cm de ancho. La cámara de néctar mide aproximadamente 5 mm. Los estambres presentan filamentos naranjas con el extremo superior blanco, de 1 a 1,5 cm de largo, y anteras de color amarillo. El estilo es rosa amarillento y mide entre 2 y 3,5 cm. El estigma está dividido en 8 a 12 lóbulos de entre 7 y 14 mm, de color crema a verde claro.
Los frutos son ovalados, con un periodo de maduración de 2 a 5 meses. Miden de 3 a 5 cm de largo y de 2,5 a 4 cm de diámetro. Son de color verde con reflejos rojizos y contienen pulpa blanca. Al madurar, se abren para liberar las semillas, que son negras y miden entre 1,2 y 1,35 mm. Las semillas presentan una testa perforada con verrugas muy marcadas.

## Distribución y hábitat
El área de distribución nativa de esta especie es el noroeste de México (concretamente en el estado de Baja California). Habita principalmente en biomas desérticos o de matorral seco, en la parte oriental del centro de Baja California y las islas adyacentes en el Golfo de Californa.
Crece en montañas rocosas, colinas bajas, laderas y acantilados, a altitudes que oscilan entre los 0 y los 1850 metros sobre el nivel del mar. Se ha reportado tanto en laderas de piedra pómez como en campos de lava y granito pedregoso.

## Taxonomía
Echinocereus ferreiranus fue descrita por el botánico estadounidense Howard Elliott Gates y publicada por primera vez en Saguaroland Bulletin 7: 8 en 1953.
Etimología
- Echinocereus: nombre genérico formado a partir de las palabras latinas ĕchīnus (que significa ‘erizo’) y cereus (que se traduce como 'vela' o 'cirio'), en alusión a los tallos cortos, columnares y espinosos que presentan las especies de este género.[9]
- ferreiranus: epíteto específico otorgado en honor a Enrique Ferreira, excónsul de México en San Diego (California). El epíteto se escribía originalmente como ferreirianus, pero ferreiranus es la ortografía correcta según el Art. 60.8 (c) del Código Internacional de Nomenclatura.[10][11]

### Subespecies
Actualmente se distinguen dos subespecies:
| Imagen | Subespecie                                                        | Descripción | Distribución                                   |
| ------ | ----------------------------------------------------------------- | --- | ---------------------------------------------- |
|        | Echinocereus ferreiranus subsp. ferreiranus                       | Presenta tallos de 30 a 40 cm de altura y unos 8 cm de diámetro, y casi siempre presenta cuatro espinas centrales. | Noroeste de México (centro de Baja California) |
|        | Echinocereus ferreiranus subsp. lindsayorum (J.Meyrán) N.P.Taylor | Presenta tallos solitarios de menos de 13 cm de altura y 10 cm de diámetro, con 4-7 espinas centrales robustas.    | Noroeste de México (centro de Baja California) |

Sinonimia
- Sinónimos de Echinocereus ferreiranus subsp. ferreiranus:[12] (no tiene)
- Sinónimos de Echinocereus ferreiranus subsp. lindsayorum:[13]
  - Echinocereus ferreiranus var. lindsayorum (J.Meyrán) N.P.Taylor (1985)
  - Echinocereus lindsayorum J.Meyrán (1975)

## Estado de conservación
En la Lista Roja de Especies Amenazadas de la UICN, la especie está clasificada como de “Preocupación Menor (LC)”. Las principal amenaza que enfrenta esta especie se deba a la recolección ilegal, principalmente de la subespecie Echinocereus ferreiranus subsp. lindsayorum.

## Usos
Echinocereus ferreiranus se cultiva principalmente como planta ornamental debido a la forma de sus tallos y a sus vistosas flores. Es apreciada en colecciones de cactus y jardines de clima cálido y seco. Requiere una exposición a pleno sol para desarrollarse adecuadamente y necesita un sustrato con excelente drenaje, preferiblemente de tipo mineral, con bajo contenido en materia orgánica. Es sensible al exceso de humedad, por lo que se recomienda un riego moderado durante la temporada de crecimiento y mantener el sustrato completamente seco durante el invierno. Esta especie tolera solo heladas ligeras y esporádicas, superiores a -2 °C, por lo que conviene protegerla del frío intenso.
Durante el verano puede fertilizarse con un abono líquido diluido a la mitad de su concentración habitual, rico en potasio y fósforo y con bajo contenido en nitrógeno, para favorecer la floración y mantener la planta compacta. La propagación puede realizarse por semillas, que germinan mejor en condiciones cálidas y con buena ventilación, o mediante esquejes si se dispone de brotes laterales.